# Coppa del Re 2017-2018 (pallavolo)
La Coppa del Re 2017-2018 si è svolta dal 23 al 25 febbraio 2018: al torneo hanno partecipato sei squadre di club spagnole e la vittoria finale è andata per la quinta volta al Teruel.

## Regolamento
Le squadre hanno disputato quarti di finale (non hanno partecipato la prima e la seconda classificata al termine del girone di andata della regular season di SVM 2017-18, già qualificate alle semifinali), semifinali e finale.

## Squadre partecipanti
| Squadra         | Qualificazione                       | Ultima partecipazione |
| --------------- | ------------------------------------ | --------------------- |
| Almería         | 3ª al girone di andata SVM 2017-2018 | Coppa del Re 2016-17  |
| Barcellona      | 4ª al girone di andata SVM 2017-2018 | Debutto               |
| Palma           | 1ª al girone di andata SVM 2017-2018 | Coppa del Re 2016-17  |
| Eivissa         | 5ª al girone di andata SVM 2017-2018 | Coppa del Re 2016-17  |
| Río Duero Soria | 6ª al girone di andata SVM 2017-2018 | Coppa del Re 2016-17  |
| Teruel          | 2ª al girone di andata SVM 2017-2018 | Coppa del Re 2016-17  |

## Torneo

### Tabellone
|  | Quarti | Quarti          | Quarti |  |   | Semifinali | Semifinali | Semifinali |  |   | Finale  | Finale | Finale |
|  |        |                 |        |  |   |            |            |            |  |   |         |        |        |
|  |        |                 |        |  |   | 3          | Almería    | 3          |  |   |         |        |        |
|  |        |                 |        |  |   | 3          | Almería    | 3          |  |   |         |        |        |
|  |        |                 |        |  |   | 1          | Palma      | 0          |  |   |         |        |        |
|  | 3      | Almería         | 3      |  |   | 1          | Palma      | 0          |  |   |         |        |        |
|  | 3      | Almería         | 3      |  |   |            |            |            |  |   |         |        |        |
|  | 4      | Barcellona      | 2      |  |   |            |            |            |  |   |         |        |        |
|  | 4      | Barcellona      | 2      |  |   |            |            |            |  | 3 | Almería | 0      |        |
|  |        |                 |        |  |   |            |            |            |  | 3 | Almería | 0      |        |
|  |        |                 |        |  |   |            |            |            |  |   | 2       | Teruel | 3      |
|  | 6      | Río Duero Soria | 2      |  |   |            |            |            |  |   | 2       | Teruel | 3      |
|  | 6      | Río Duero Soria | 2      |  |   |            |            |            |  |   |         |        |        |
|  | 5      | Eivissa         | 3      |  |   |            |            |            |  |   |         |        |        |
|  | 5      | Eivissa         | 3      |  | 5 | Eivissa    | 1          |            |  |   |         |        |        |
|  |        |                 |        |  | 5 | Eivissa    | 1          |            |  |   |         |        |        |
|  |        |                 |        |  |   | 2          | Teruel     | 3          |  |   |         |        |        |
|  |        |                 |        |  |   | 2          | Teruel     | 3          |  |   |         |        |        |

### Risultati

#### Quarti di finale
| 23 febbraio 2018 Pabellón Los Pajaritos, Soria Durata: 1h:54 - Spettatori: 600   | Almería         | 3 - 2 | Barcellona | 25-22, 25-15, 18-25, 23-25, 15-12 |
| 23 febbraio 2018 Pabellón Los Pajaritos, Soria Durata: 2h:02 - Spettatori: 1 000 | Río Duero Soria | 2 - 3 | Eivissa    | 20-25, 20-25, 25-22, 25-17, 10-15 |

#### Semifinali
| 24 febbraio 2018 Pabellón Los Pajaritos, Soria Durata: 1h:14 - Spettatori: 750   | Palma  | 0 - 3 | Almería | 18-25, 22-25, 22-25        |
| 24 febbraio 2018 Pabellón Los Pajaritos, Soria Durata: 1h:43 - Spettatori: 1 200 | Teruel | 3 - 1 | Eivissa | 25-20, 19-25, 26-24, 25-18 |

#### Finale
| 25 febbraio 2018 Pabellón Los Pajaritos, Soria Durata: 1h:10 - Spettatori: 1 500 | Almería | 0 - 3 | Teruel | 20-25, 20-25, 21-25 |